# Cheirolophus mansanetianus
Cheirolophus mansanetianus es una especie de planta herbácea de la familia Asteraceae. Es originaria de Almería donde se encuentra en el cabo de Gata.

## Descripción
Planta perenne sufruticosa, de base leñosa, de hasta 150 cm de altura. Los tallos alcanzan un tamaño de 20-50 cm de longitud- Las hojas inferiores son de hasta 7 cm de longitud, pinnado-lobuladas, lóbulos lanceolados, mucronados. Las hojas medias de hasta 4 cm de longitud, pinnado-lobuladas, lóbulos linear-lanceolados, mucronados. Las hojas apicales de hasta 1 cm, lanceoladas, de enteras a lobuladas. Las inflorescencias en capítulos solitarios, de 0,7-1,5 cm de longitud, brácteas de hasta 8 mm de longitud, ovado-oblongas, con nervios marcados, terminados en un apéndice semilunar que se prolonga en 8-10 cilios largos. Flores flosculosas, purpúreas. Frutos en forma de aquenio, de 5 x 1,5 mm, glabros, negruzcos.

## Ecología
Habita en zonas termófilas próximas al mar, en todo tipo de substratos. Son especies que acompañan a Calicotome intermedia, Cephalaria leucantha, Periploca angustifolia, Pistacia lentiscus, etc.

## Distribución
Es un endemismo murciano-almeriense conocido de diversas localidades en las costas de Almería y Murcia, donde se conocen sólo dos poblaciones, en Cabo Cope (Águilas) y San Julián (Cartagena), aunque probablemente esté más extendida.

## Taxonomía
Cheirolophus mansanetianus fue descrita por Stübing, J.B.Peris, Olivares & J.Martín y publicado en Anales Jard. Bot. Madrid 55(1): 172. 1997
Sinonimia
- Centaurea crassifolia Bertol.
- Centaurea nitida Naldi ex DC.
- Centaurea spathulata Zeraph.
- Palaeocyanus crassifolius (Bertol.) Dostál	[3]